# فرماندهی شمالی ایالات متحده آمریکا
فرماندهی شمالی ایالات متحده آمریکا (انگلیسی: United States Northern Command) یا به‌اختصار نورتکام از فرماندهی‌های یکپارچه رزمی وزارت دفاع ایالات متحده آمریکا است که وظیفهٔ آن تأمین پشتیبانی نظامی برای مقامات غیرنظامی در آمریکا و حفاظت از زمین و منافع ملی ایالات متحده در سرزمین اصلی ایالات متحده آمریکا، آلاسکا (نه هاوایی)، پورتوریکو، کانادا، مکزیک، باهاما و پیشروی‌های زمینی، خشکی و دریایی به آن مناطق است. این فرماندهی در صورت حمله به سرزمین اصلی ایالات متحده، مدافع اصلی آن خواهد بود.
فرماندهی شمالی در سال ۲۰۰۲ با تأیید یک برنامه یکپارچه فرماندهی جدید از سوی رئیس‌جمهور جرج دابلیو بوش در پی حملات ۱۱ سپتامبر تشکیل شد.